# Ore Tama
Ore Tama (オレたま 〜オレが地球を救うって!?〜 Ore Tama 〜 Ore ga Chikyū wo Sukūtte 〜?, lit. Mis Bolas, ¿salvaré el mundo?) es un manga publicado en la revista mensual Young Animal Arashi de la editorial Hakusensha. El autor es Shigemitsu Harada y el artista, Takahiro Seguchi. 

## Argumento
El destino del mundo se encuentra en los testículos de un hombre. Es julio del año 20XX, y luego de que Dios le prometiera a la reina de los demonios que podría invadir la Tierra durante ese mes, un ángel no acepta tal decisión y quiere sellarla. Pero, por accidente, es sellada en los testículos de Satō Kōta, salvándose así la Tierra de ser destruida. Sin embargo, al llegar su casa, se le presenta una demonio menor, Elyse, quien hará todo lo posible por extraer a la reina de su cuerpo, y tiene aún treinta días para hacerlo.

## Personajes

### Personajes principales
Satō Kōta (佐藤航太?)
Kōta es muchacho de diecinueve años que trabaja en un pequeño supermercado. El 1 de julio (del año 20XX) mientras miccionaba borracho en la calle, accidentalmente un ángel sella a la reina de los demonios en sus testículos. Debido a ello, Kōta tiene que proteger a la Tierra ya que al eyacular, causaría su destrucción. Está enamorado de su compañera de trabajo, Minayo.
Elyse (エリス Erisu?)
Elyse es una demonio menor, asistente de la reina. Al enterarse de que ella había sido sellada, tiene por misión "rescatarla" de allí y poder reclamar lo que es suyo, la Tierra. Al intentar hacer eyacular a Kōta se asusta debido a la erección que tiene él. Aunque, a pesar de fallar, tiene todo el mes de julio para intentarlo.

### Personajes secundarios
Emanniel (エマニエル Emanieru?)
Ella es la reina del Terror que se encuentra dentro de Kōta. Espera impacientemente ser liberada para así poder destruir a la humanidad. Cuando Kōta duerme, suele aparecérsele en sueños y así provocar que eyacule. No le agrada mucho estar dentro de él, y confía en que Elyse logrará retirarla de allí.
Minayo Aizawa (相沢美奈与 Aizawa Minayo?)
Minayo es una muchacha que trabaja en el pequeño supermercado donde también trabaja Kōta. Suele ser muy animada, algo que le atrae a Kōta. En episodios recientes, ella le confiesa, ebria, que está enmara de él. Kōta también desea estar con ella, pero al pensar que pueda mantener relaciones cualquier día hace que se aleje un poco de ella, hasta que finalice el mes de julio. Cuando se embriaga muestra una personalidad ninfómana.
Arcángel Miguel (Alias el Viejo)
Es el ángel que selló a Emanniel en los testículos de Kōta. Aunque anteriormente fue el ángel más poderoso del cielo, en la actualidad es solo un anciano calvo y desdentado. Tiene fe en Kōta y le confía que no deje escapar a la reina durante el mes, tras sellar a Emmanniel se queda en la Tierra viviendo como indigente ya que encerrarla agotó su poder; sin embargo cuando los demonios desobedecen e intentan tomar el mundo a la fuerza revela que desde la antigüedad había sellado su poder para acumularlo, por lo que regresa a ser el joven y poderoso arcángel de la antigüedad.
Irene (アイリン Airin?)
Aparece en el capítulo 5. Irene es una súcubo, quien ha ido a la Tierra debido al constante fracaso que presenta Elysse para liberar a Emanniel. Posee un poder especial el cual puede excitar una persona enviándole un rayo de sus ojos a su cuerpo. Al fracasar ella también, decide apoyar a Elyse para mantener encerrada a Emanniel.
Ares (アレス Aresu?)
Aparece en el capítulo 11. Ella es la personificación de la muerte, y posee una larga cola con una hoz en el extremo. A diferencia de Elyse e Irene, es que ella no duda en asesinar a Kōta si es necesario para liberar a Emanniel, pero falla debido a que Kōta empieza a golpearla (Elyse luego de hacer un pacto con Kōta, puede controlar su cuerpo mientras él se mantenga inconsciente). 
Marie (マリー Marī?)
Aparece en el capítulo 13, Marie es una vampiresa quien también se ve en la obligación de liberar a Emanniel. Kōta impedido de eyacular luego de que recibiera una patada en los testículos por Elyse, será atacado por ella queriendo liberar a la reina succionándola en una mordida. Se retira al no encontrar el testículo (ya que se había movido de su posición debido a la patada), y luego de que Elyse arrojara ajo.
Ash (アッシュ Asshu?)
Aparece en el capítulo 15. Tiene la habilidad de ser invisible. Debido a ello intentará hacer eyacular a Kōta sin que él sepa lo que está pasando. Falla al recibir un golpe de Minayo dirigido a Kota, quien se encontraba también en el lugar y al no verla creyó que Kota estaba haciendo indecencias en público.
Ariel (エリエール Eriēru?)
Aparece en el capítulo 17. Ariel es un Ángel caído, quien es enviado para provocar a Kōta mediante flechas de cupido negras, potenciadas con químicos que le provocan al objetivo deseos sexuales con la persona del sexo opuesto más cercana. Falla al ser engañada por Kōta, quien es atacado por una multitud de mujeres en un vagón de tren. Kōta utiliza semen falso para fingir una eyaculación, para así forzar a Ariel a mostrarse ante el, dando a Kōta oportunidad para escapar. No obstante, logra encajar una de sus flechas en Minayo, quien es liberada de su efecto por Elyse.
Isabella (イザベラ Izabera?)
Aparece en el capítulo 19. Isabella es un muerto viviente, enviada como último recurso para evitar una invasión demoníaca en el mundo, o armagedón. Isabella hace tragar a Kōta un dedo de su cuerpo, mientras este bosteza, para así hacerlo llegar al recto y ya ubicado allí, realizarle un masaje prostático para provocarle a Kōta una eyaculación. Falla al perder un brazo en boca de Pochi, la mascota del ángel Viejo, quien logra distraerla para que Kōta escape.

## Manga
Ore Tama se publicó por primera vez en la revista Young Animal Arashi #12 de 2006 de la editorial Hakusensha. El 29 de agosto de 2007 se publicó el primer tankobon, mientras que el sexto y último fue publicado el 5 de mayo de 2010.
| Volumen | ISBN                   | Fecha de publicación en Japón |
| ------- | ---------------------- | ----------------------------- |
| 01      | ISBN 978-4-592-14411-3 | 29 de agosto de 2007          |
| 02      | ISBN 978-4-592-14412-0 | 28 de marzo de 2008           |
| 03      | ISBN 978-4-592-14413-7 | 29 de septiembre de 2008      |